# 13. Feld-Division
13. Feld-Division foi uma divisão de campo da Luftwaffe que prestou serviço durante a Segunda Guerra Mundial, combatendo com a Heer.

## Comandantes
- Herbert Olbrich, Novembro de 1942 - 25 de Janeiro de 1943[3][4]
- Hans Korte, 25 de Janeiro de 1943 - 1 de Outubro de 1943[3][4]
- Hellmuth Reymann, 1 de Outubro de 1943 - 1 de Novembro de 1943[3][4]